# Stefanowo (powiat piaseczyński)
Stefanowo – wieś sołecka w Polsce położona w województwie mazowieckim, w powiecie piaseczyńskim, w gminie Lesznowola.
| SIMC    | Nazwa             | Rodzaj    |
| ------- | ----------------- | --------- |
| 1058102 | Kossot-Leszczynka | część wsi |

W latach 1975–1998 miejscowość położona była w województwie warszawskim.
W Stefanowie znajduje się siedziba firmy Kamis.